# Parti
I Parti furono una antica popolazione iranica, forse di origine nomade. Nel III secolo a.C. si stanziarono nell'altopiano iranico, in una regione (poi detta Partia) posta tra la catena degli Elburz, il fiume Amu Darya, il Mar Caspio e il deserto centrale (Dasht-e Kavir).
Il loro re Arsace I, intorno al 248 a.C., gettò le basi della dinastia arsacide e dell'Impero partico, che con Mitridate I (170-138 a.C.) si estese fino alla Media e a Babilonia fino all'Eufrate. I Parti furono storici avversari dei Seleucidi e poi di Roma.
Ultimo sovrano dell'Impero partico fu Artabano V: nel 226 d.C., Ardashir fondò l'Impero sasanide.